# Dénivelé
Ne doit pas être confondu avec Nivellement (topographie).

Δh = dénivelé (différence d'altitudes)
d = distance horizontale
α = inclinaison
dénivelé = d x tg(α)
l = longueur suivant la pente

Le dénivelé, ou la dénivelée, est la différence d'altitudes entre deux points de la surface terrestre, dans la plupart des cas relativement proches. Ces points sont souvent référencés par des coordonnées géographiques.
Utilisé pour indiquer une différence de niveaux topographiques, le mot dénivellation est alors synonyme de dénivelé(e). Cet usage est néanmoins parfois contesté.

## Calcul
La différence d'altitude entre 2 points A et B de la surface terrestre se calcule comme:
{\displaystyle A_{B}-A_{A}=\Delta _{h}}
où {\displaystyle A_{A}} et {\displaystyle A_{B}} sont les altitudes respectives de chacun des 2 points, pris dans la même unité de mesure (exemple : le mètre) et dans le même système de nivellement.
Le dénivelé d'un parcours rectiligne pour une distance horizontale (sur la carte) de 100 m correspond à la valeur de la pente exprimée en pourcentage. Entre deux points d'un terrain, le dénivelé est égal au produit de la distance horizontale par la pente, divisé par 100 lorsque la pente est exprimée en pourcentage :
{\displaystyle {\text{dénivelé}}={\text{distance horizontale}}\,{\frac {\text{pente}}{\text{100}}}}
avec :
- dénivelé(e) et distance horizontale dans la même unité de longueur,
- pente en pourcentage.

Exemple : avec une pente rectiligne de 5 % sur une distance horizontale de 200 m, le dénivelé est de : 200 x 5 / 100 = 10 m ou, inversement, le dénivelé de 5 m sur une distance horizontale de 100 m correspond à une pente rectiligne moyenne de 5 %, soit une même valeur lorsque la distance horizontale est 100 m.

## Dénivelé positif et négatif
Le dénivelé est dit positif lorsque l'altitude du second point est supérieure à celle du premier point, négatif dans le cas contraire.

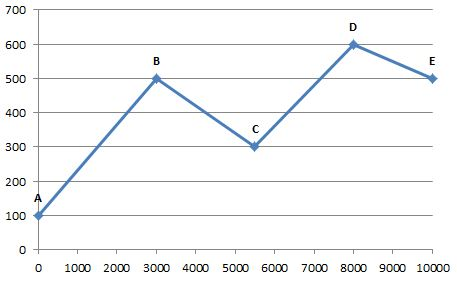
Exemple : Dénivelé positif cumulé : (500-100)+(600-300) = 700; Dénivelé négatif cumulé : (500-300)+(600-500) = 300 ; Dénivelé global : 500-100 = 400 positif (= 700-300)

Lorsque le parcours entre les 2 points comporte une succession de dénivelés positifs et négatifs, donc de montées et de descentes, il faut évoquer :
- le dénivelé global : différence d'altitudes entre le point initial et le point final ;
- le dénivelé positif cumulé : somme de tous les dénivelés positifs rencontrés sur le parcours ;
- le dénivelé négatif cumulé : somme de tous les dénivelés négatifs rencontrés sur le parcours.

Avec la relation : dénivelé global = dénivelé positif cumulé - dénivelé négatif cumulé
Ainsi le dénivelé global est positif lorsque le dénivelé positif cumulé est supérieur au dénivelé négatif cumulé. Il est négatif dans le cas contraire.
Dans le cas d'un retour au point exact de départ d'un parcours, en boucle ou en aller et retour, le dénivelé global est nul et le dénivelé positif cumulé est strictement égal au dénivelé négatif cumulé. Dans ce cas, la différence affichée parfois par l'appareil de mesure utilisé s'explique autrement : variation de la pression barométrique lors du parcours, erreur de lecture, ...
La valeur de ces dénivelés dépend aussi de la précision de leur mesure. Par exemple elle dépendra, au mieux :
- sur une carte topographique, de l'équidistance des courbes de niveau de cette carte ;
- avec un altimètre barométrique, du seuil détecté de variation de la pression atmosphérique.

## Mesure
La mesure du dénivelé peut s'effectuer de différentes façons :
- par lecture sur carte topographique[5],[6] : peut être rapide et préalable mais dépend de la qualité de l'observation (minutie, difficultés) ; Elle est donc d'une faible précision (souvent de une à plusieurs dizaines de mètres), selon l'échelle et la différence d'altitude entre les courbes de niveau de la carte utilisée ;
- en utilisant un appareil GPS : très utilisée et abordable mais précision très variable selon le type de matériel / de calcul ;
- en mesurant une différence de pression atmosphérique avec un altimètre : très utilisée en montagne et abordable avec une précision souvent comprise entre 5 et 30 m, selon l'exactitude de la mesure (le plus souvent entre 2 m et 10 m) ; La valeur est néanmoins altérée d'une part avec la variation de la pression atmosphérique survenue pendant le parcours et d'autre part avec l'écart de l'atmosphère réelle avec l'atmosphère normalisée étalonnant l'altimètre ;
- avec des opérations topographiques de nivellement[3] : pour obtenir une grande précision (de l'ordre du centimètre), mais coûte cher, demande du temps et reste peu pratique.

Le type de mesure réalisé conduit à un lissage des valeurs de dénivelés, par exemple :
- avec une carte topographique, les valeurs de dénivelés inférieures à celle de l'équidistance des courbes de niveau de la carte (exemples : 10 m ou 20 m) peuvent difficilement être prises en compte ;
- avec un altimètre barométrique, les valeurs de dénivelés inférieures à celle du seuil de précision ne sont pas intégrées dans les dénivelés cumulés ;
- lors d'un parcours avec franchissement régulier (c'est-à-dire dans le même sens) des courbes de niveau de la carte, mais comportant une ou plusieurs contre-pentes conduisant à des dénivelés intermédiaires supérieures au seuil de précision de l'altimètre barométrique utilisé (seuil le plus souvent plus précis que l'équidistance des courbes de niveau), on devrait mesurer pour ce même parcours des valeurs de dénivelés cumulés différentes.

## Dénivelé et sports
Le dénivelé est une caractéristique importante pour la pratique de certains sports : rallye, randonnée pédestre, trail, course en montagne, cross-country, vélo tout terrain, cyclisme, ski de randonnée, ski alpin, course de côte, parachutisme, parapente, base jump, spéléologie, etc. Le dénivelé est même essentiel dans la définition de certaines disciplines et compétitions sportives : kilomètre vertical, plongeon. L'ensemble des dénivelés de parcours fractionnés est qualifié de dénivelé total ou dénivelé positif cumulé.